# Kobe Brown
Kobe Brown (Huntsville, Alabama, 1 de enero de 2000) es un baloncestista estadounidense que pertenece a la plantilla de Los Angeles Clippers de la NBA. Con 2,01 metros de estatura, juega en la posición de alero. 

## Trayectoria deportiva

### Universidad
Jugó cuatro temporadas con los Tigers de la Universidad de Misuri, en las que promedió 10,8 puntos, 6,0 rebotes, 1,7 asistencias y 1,1 robos de balón por partido. En su tercera temporada fue incluido en el segundo mejor quinteto de la SEC después de liderar a Missouri con 12,5 puntos y 7,6 rebotes por partido. Ya en la última fue primer equipo All-SEC y elegido Atleta-Escolar del Año de la conferencia.

#### Estadísticas
| Año     | Equipo   | PJ  | PT  | MPP  | %TC  | %3P  | %TL  | RPP | APP | ROB | TPP | PPP  |
| ------- | -------- | --- | --- | ---- | ---- | ---- | ---- | --- | --- | --- | --- | ---- |
| 2019–20 | Missouri | 30  | 26  | 18.1 | .451 | .253 | .744 | 3.7 | .5  | 1.0 | .4  | 5.8  |
| 2020–21 | Missouri | 26  | 26  | 21.3 | .471 | .250 | .544 | 6.2 | .8  | .6  | .4  | 8.0  |
| 2021–22 | Missouri | 32  | 32  | 29.9 | .481 | .206 | .795 | 7.6 | 2.5 | 1.2 | .8  | 12.5 |
| 2022–23 | Missouri | 34  | 34  | 29.6 | .553 | .455 | .792 | 6.4 | 2.5 | 1.5 | .4  | 15.8 |
| Total   | Total    | 123 | 118 | 25.1 | .492 | .313 | .747 | 6.0 | 1.7 | 1.1 | .5  | 10.8 |

### Profesional
Fue elegido en la trigésima posición del Draft de la NBA de 2023 por Los Angeles Clippers.

## Estadísticas de su carrera en la NBA

### Temporada regular
| Año     | Equipo        | PJ | PT | MPP | %TC  | %3P  | %TL  | RPP | APP | ROB | TPP | PPP |
| ------- | ------------- | -- | -- | --- | ---- | ---- | ---- | --- | --- | --- | --- | --- |
| 2023-24 | L.A. Clippers | 44 | 0  | 9.0 | .411 | .292 | .500 | 1.4 | .6  | .3  | .1  | 2.0 |
| 2024-25 | L.A. Clippers | 40 | 0  | 6.8 | .458 | .231 | .714 | 1.6 | .6  | .2  | .1  | 1.9 |
| Total   | Total         | 84 | 0  | 7.9 | .432 | .270 | .667 | 1.5 | .6  | .2  | .1  | 2.0 |

### Playoffs
| Año   | Equipo        | PJ | PT | MPP | %TC  | %3P   | %TL   | RPP | APP | ROB | TPP | PPP |
| ----- | ------------- | -- | -- | --- | ---- | ----- | ----- | --- | --- | --- | --- | --- |
| 2024  | L.A. Clippers | 3  | 0  | 3.2 | —    | —     | —     | .7  | .0  | .0  | .0  | .0  |
| 2025  | L.A. Clippers | 3  | 0  | 5.0 | .875 | 1.000 | 1.000 | .3  | 1.3 | .0  | .0  | 5.3 |
| Total | Total         | 6  | 0  | 4.0 | .875 | 1.000 | 1.000 | .5  | .7  | .0  | .0  | 2.7 |